# Der Tag an dem die Erde stillstand 2 – Angriff der Roboter
Der Tag an dem die Erde stillstand 2 – Angriff der Roboter ist ein US-amerikanischer Science-Fiction-Horrorfilm von und mit C. Thomas Howell, der auf der Erzählung Abschied vom Herrn von Harry Bates basiert und von einer Invasion des Planeten Erde durch außerirdische Roboter handelt.
Der Film wurde am 22. Juni 2011 als Fortsetzung zu Scott Derricksons Der Tag, an dem die Erde stillstand auf den deutschen Markt gebracht, obwohl es sich eigentlich um einen sogenannten Mockbuster handelt. Aufgrund der Ähnlichkeit zum Blockbuster drohte 20th Century Fox 2008 mit rechtlichen Schritten gegen die Produktionsfirma The Asylum. Es kam aber zu keinen juristischen Folgen.

## Handlung
Nachdem der außerirdische Botschafter Klaatu von der Menschheit überzeugt werden konnte, ihnen den Planeten Erde zu überlassen, verlässt dieser das Sonnensystem in Frieden. Die Menschen verändern jedoch, entgegen der Abmachung, nichts an ihrem rücksichtslosen und kriegerischen Verhalten, sodass die „Götter“ 666 kolossale Roboter, begleitet von den humanoiden Boten Prewitt und Sky, aussenden, die Spezies endgültig auszulöschen. Die Roboter trotzen allen Angriffen und legen das Stromnetz der Erde lahm.
Prewitt und Sky können von Militärs gefangen genommen werden. Die humanoide Frau Sky schweigt zunächst lange, bis sie telepathischen Kontakt mit dem einfachen Soldaten Josh aufnimmt, dieser soll ihr bis zum Sonnenuntergang zeigen, ob menschliches Leben wertvoll ist, andernfalls drohe der Stillstand der Erdkugel und so die Vernichtung des Lebens auf ihr. Josh, dem die bevorstehende Vernichtung der Erde bewusst wird, flieht mit Sky. Er zeigt ihr zunächst eine Kirche als spirituellen Ort, danach hilft er einer schwangeren Frau, die ein Kind zur Welt bringt. Berührt von der Geburt hilft Sky, die Mutter wiederzubeleben, ein Vorgang, den sie eigentlich nicht ausführen darf. Bereit zur Rückreise werden Sky und Josh von den Militärs erschossen, doch Prewitt, der andere Humanoid kann sie wiederbeleben. Die beiden Humanoiden verabschieden sich und die riesenhaften Roboter verlassen die bereits beschädigte Erde wieder und geben ihr noch einmal eine Chance.

## Kritik
In der Filmdatenbank Internet Movie Database vergaben die Nutzer zusammengezählt nur 2,8 von 10 möglichen Punkten. 